# Tahiti Nui Télévision

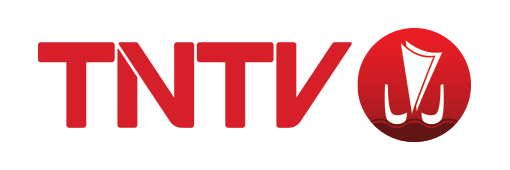
Logotip de la televisió.

Tahiti Nui Télévision és un canal generalista de televisió que emet a les Illes de Tahití i Mo’orea, a la Polinèsia Francesa.
El canal fou creat l'any 2000 pel govern de la Polinèsia Francesa, en el si de la recuperació i promoció social del tahitià i la cultura polinèsia. La cadena emet tota mena de continguts en francès o tahitià, tot depenent de la programació. Això no obstant, la programació pròpia és exclusivament en tahitià.
La cadena emet en senyal analògic a través de tres repetidors a Tahití i en senyal digital arreu de la Polinèsia francesa i la metròpoli a través d'un satèl·lit.